# 提烏德鮑德 (宮相)
提烏德鮑德（法語：Theudoald；约708年—741年）是法蘭克王國宮相，在其祖父赫斯塔爾的丕平去世後，於714年短暫地無人反對下成為宮相。715年，貴族卻推選里根弗里德為紐斯特里亞宮相，並推選查理·馬特為奧斯特拉西亞宮相。

## 生平
提烏德鮑德為赫斯塔爾的丕平之孫，父親為小格里摩爾德（丕平二世與普萊克特魯德的次子），母親為菲士蘭的狄奧德辛達（菲士蘭國王拉德伯德之女），是他們二人的婚生子，但是其後在叔父查理·馬特掌權後，丕平家族部分勢力質疑其繼承權，主張其為非婚生子。提烏德鮑德的祖母普萊克特魯德試圖讓祖父赫斯塔爾的丕平承認他是丕平王朝領地的合法繼承人，而不是叔父查理·馬特 。
715年9月，里根弗里德在康邊戰役中擊敗提烏德鮑德和他的軍隊；提烏德鮑德返回科隆。他的祖母於716年代表他向紐斯特里亞國王希爾佩里克二世和里根弗里德投降。
提烏德鮑德於741年左右去世，可能被殺，因為他的叔叔兼保護者查理·馬特也在當年去世。值得注意的是，儘管他已被宣佈為赫斯塔爾的丕平的繼承人，但當查理·馬特奪取政權時，他卻允許他的侄子活下去，而不是像中世紀常見的那樣殺死他。